# FKドニ・スレム2015
フドバルスキ・クルブ・ドニ・スレム2015（セルビア語: Фудбалски клуб Доњи Срем 2015, セルビア・クロアチア語: Fudbalski klub Donji Srem 2015）は、セルビアのヴォイヴォディナ・ペチンツィをホームタウンとするサッカークラブである。

## 歴史
1927年、クラブはFKボラツ・ペチンツィ（セルビア・クロアチア語: Fudbalski klub Borac Pećinci）として創設された。ただし、クラブ創設に関する詳細な文書は残っていない。第二次世界大戦後はペチンツィでクラブレベルのサッカーは行われていなかったが、1963年にFKドニ・スレム・ペチンツィが創設されたことで復活を遂げた。

## 歴代所属選手
- イヴァン・ラキチェヴィッチ 2011-2015
- ニコラ・アシュチェリッチ 2012
- アンジェルコ・ジュリチッチ 2012
- ラデ・クルニッチ 2013-2014
- アレクサンダル・ヨヴァノヴィッチ 2015
- アレクサンダル・シュシュニャル 2015-2016